# Mecisteu
Mecisteu (en grec antic Μηκιστεύς), segons la mitologia grega, va ser un heroi grec, fill de Tàlau i de Lisímaca. Va tenir un fill, que l'acompanyà en les seves lluites.
Acompanyà el seu germà Adrast a la guerra dels set contra Tebes, on fou mort a les portes de Tebes, per Melanip. El seu fill Euríal, figura entre els epígons, entre els argonautes i a la guerra de Troia acompanyant Diomedes.